# Malt

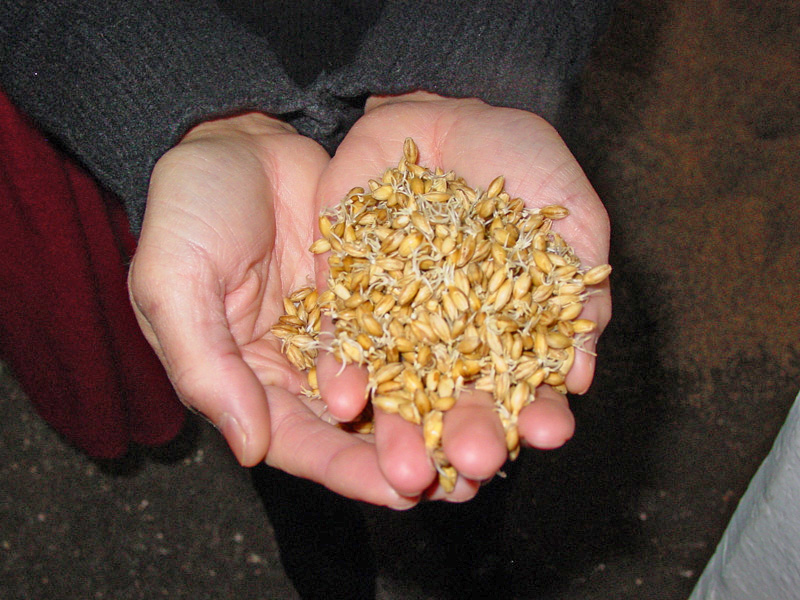
Malt

Malt är säd, vanligen korn, som fuktats med vatten och fått gro. Groddarna producerar enzymet amylas vilket får stärkelsen i malten att omvandlas till maltsocker när malten läggs i blöt, som vid bryggning. Efter att groendet gått tillräckligt långt avbryts processen genom att grönmalten torkas eller rostas med varm luft. Den färdiga malten kan lagras länge. Malt används i tillverkning av öl och whisky men används även i jul- och påskmust, vissa bröd och till exempel memma. Dess rostningsgrad är en viktig smakfaktor: kraftigare rostning ger ett mörkare öl i och med att sockret karamelliseras. Vid ölbryggning används huvudsakligen ljusa maltsorter som pilsnermalt och pale ale-malt. 
Mältare, ofta mälterska, var förr en person som livnärde sig på att framställa malt. Mälthus, eller mälteri kallades den byggnad i vilket detta utfördes.
För att bestämma rostningsgraden använder man sig av EBC (European Brewery Convention) där högre värde anger mörkare färg.
Vanligast är ljus malt som innehåller stora mängder av sockerbildningsenzym. Ljusa maltsorter är bland annat pilsner- och lagermalt (3–4 EBC), pale ale-malt (4–7,5 EBC), wienermalt (5–8 EBC), vetemalt (5 EBC) och münchnermalt (8–25 EBC). Karamellmalt (100–300 EBC) använder man när man brygger mörkare öler för att ge dem färg, arom och stomme. Den förekommer även i en form som kallas kristallmalt.
Färgmalter används särskilt ofta vid framställningen av mycket mörka ölsorter, till exempel porter. Färgmalt kallas chokladmalt (1000 EBC) rostad malt (1000–1500 EBC) bland annat.

## Maltsorter

### Färgmalt
Färgmalt är malt som torkats vid 200 °C. Malten blir nästan svart och har en bränd smak. Färgmalt används framförallt till porter & stout.

### Karamellmalt
Karamellmalt är malt som torkats vid 100 °C. Karamellmalten försockras under mältningen och används bland annat vid bryggning av ale. Malten ger en betydligt mörkare färg till ölet och ger även en ökad sötma.